# Les Omergues
Les Omergues é uma comuna francesa na região administrativa da Provença-Alpes-Costa Azul, no departamento dos Alpes da Alta Provença. Estende-se por uma área de 34,22 km². Em 2010 a comuna tinha 131 habitantes (densidade: 3,8 hab./km²).